# Реки Москвы

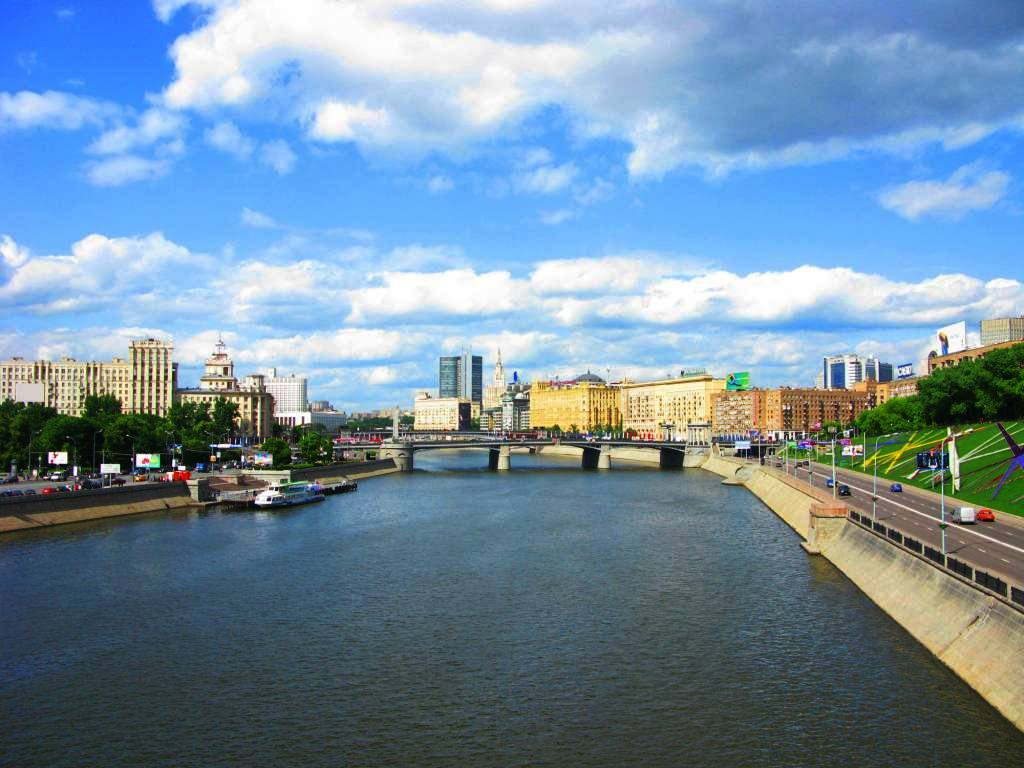
Река Москва, 2008 год

Речна́я сеть Москвы́ — это более тысячи водотоков, которые включают в себя реки, ручьи, родники и другие водные объекты. По данным литературных источников и современных гидрографических карт Москвы, общее число составляет 800—1300 водотоков, общая протяжённость около 660 км, из них в открытом русле — 395 км. На территории города в основном встречаются водотоки длиной менее 10 км. Долины многих рек в 1991 году были объявлены памятниками природы.

## Исследования

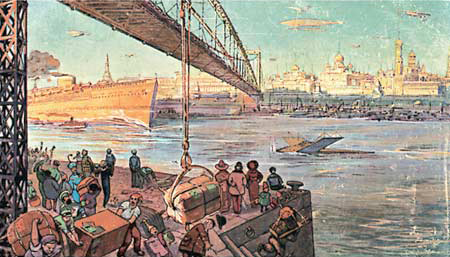
Почтовая карточка из серии «Москва в XXIII веке» — «Москва-река»

Первые документальные источники о Москве включали небольшое число противоречащих друг другу материалов о наиболее значимых реках города: Москве, Неглинке, Яузе. Первопроходцем в исследовании рек стал Игнатий Адольфович Здановский, составивший в 1926 году «Каталог рек и озёр Московской губернии». На приведённой в источнике карте автор обозначил 40 рек, протекающих в границах города. Для 23 были указаны названия, остальные числились как безымянные.
В 1947 году в связи с 800-летием Москвы в научных кругах существенно вырос интерес не только к истории Москвы, но и к природным ресурсам столицы. В этот период издали книгу «Природа города Москвы и Подмосковья». В неё вошли статья Н. Н. Лущихина о реках Москвы и объёмная сводка Фёдора Яковлевича Нестерука «Гидротехническое прошлое великого города». В 1950-м опубликовали книгу Нестерука «Водное строительство Москвы», в которой приводилось 60 названных водотоков в центральной части города. В 1958 году вышла монография Елены Дмитриевны Смирновой «Реки и озёра Московской области».
В 1960—1980-е годы специалисты по топонимике публиковали данные о речных гидронимах. В 1976-м Галина Петровна Смолицкая опубликовала список рек и озёр бассейна Оки с синонимами, включая многие столичные реки и овраги. Через десяток лет Руфь Александровна Агеева приводит названия 80 водотоков, перечисляя более 120 их гидронимов.
В 1980—1990-е годы водораздельные участки рек застраивались, природные экосистемы оставались нетронутыми только на прибрежной территории. В 1987 и 1991 годах, чтобы обеспечить сохранность водных объектов, многие сохранившиеся участки речных долин в Москве объявили памятниками природы. В этот период тщательно изучали лесные массивы Москвы, видовое разнообразие птиц и зверей. Тогда же возрос интерес к народным названиям водотоков. В 1990-е годы были приведены данные по большинству существующих и исчезнувших рек и ручьёв Москвы. К 1996-му Юрий Андреевич Насимович собрал данные о 820 водотоках в пределах МКАД. В 1997 году количество обозначенных водотоков на гидрографической карте Москвы приблизилось к 1300.

## Описание

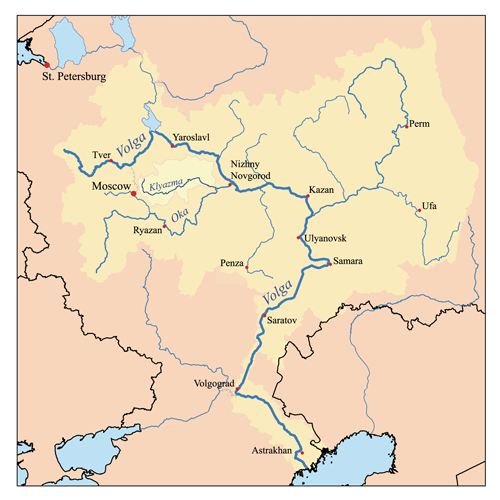
Бассейн Волги, 2006 год

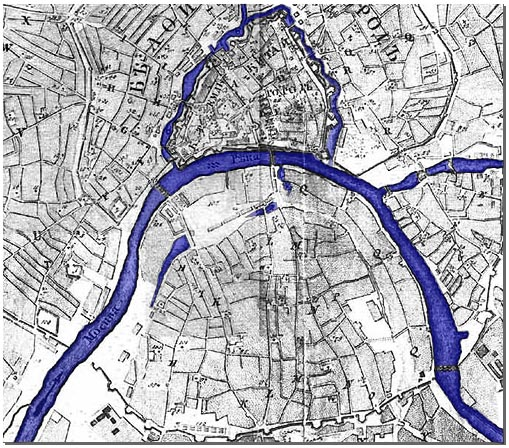
Москва-река на карте 1739 года

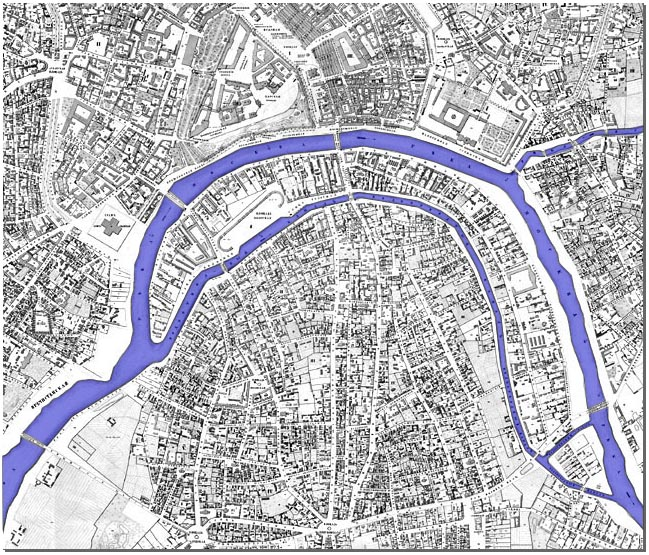
Москва-река на карте 1852 года

### Крупные столичные реки
Главными реками города являются Москва, Яуза, Сетунь, Городня, Сходня, Нищенка, Десна и Пахра. В основании и последующем росте столицы сыграли важную роль четыре реки — Москва, Клязьма, Неглинная и Яуза. Клязьма возле города приближалась к Москве-реке и её притокам — Сходне, Химке, Яузе. Водный путь с юга России во Владимир и на Волгу в IX—XI веках проходил по верхнему течению Оки по Москве-реке, затем по Яузе и Сходне, после чего — вниз по Клязьме. Помимо транспортного, реки имели оборонительное значение. Москва-река в XV—XVI веках защищала город с юга от татар, а Неглинная — Кремль с запада. Яуза являлась основной водной дорогой.
Самая большая и наиболее знаменитая река столицы — Москва. В пределах города её длина составляет около 80 км. Исток расположен в Смоленской области, в месте под названием Москворецкая лужа. В столице река имеет около 70 притоков. Однако большая их часть заключена в водосборные коллекторы. Самый узкий участок водотока, шириной 120 метров, расположен напротив Кремля, самый широкий — возле Лужников. Берега укреплены бетонными конструкциями. Через реку проходят более 20 мостов. Всехсвятский — первый каменный мост, построенный в 1692 году.
К бассейну Москвы-реки относятся практически все реки на территории города. В пределах водосборного бассейна Клязьмы находятся водотоки в Москве за Московской кольцевой автодорогой к северо-востоку от Новоподрезкова и Долгих прудов. Наиболее крупным притоком Москвы-реки в черте города является Яуза. В столице её русло простирается на 29 км, а общая её длина равна 48 км. Устье Яузы расположено в центральной части Москвы у Большого Устьинского моста.
Другой приток Москвы — река Неглинная. Почти всё русло длиной 7,5 км заключено в подземный коллектор. В честь этой реки был назван ряд улиц и других объектов: Неглинная улица, Трубная улица, Трубная площадь и станция метро. Неглинка в коллекторе пересекает одну из наиболее знаменитых улиц Москвы — Кузнецкий Мост.

### Формирование рек

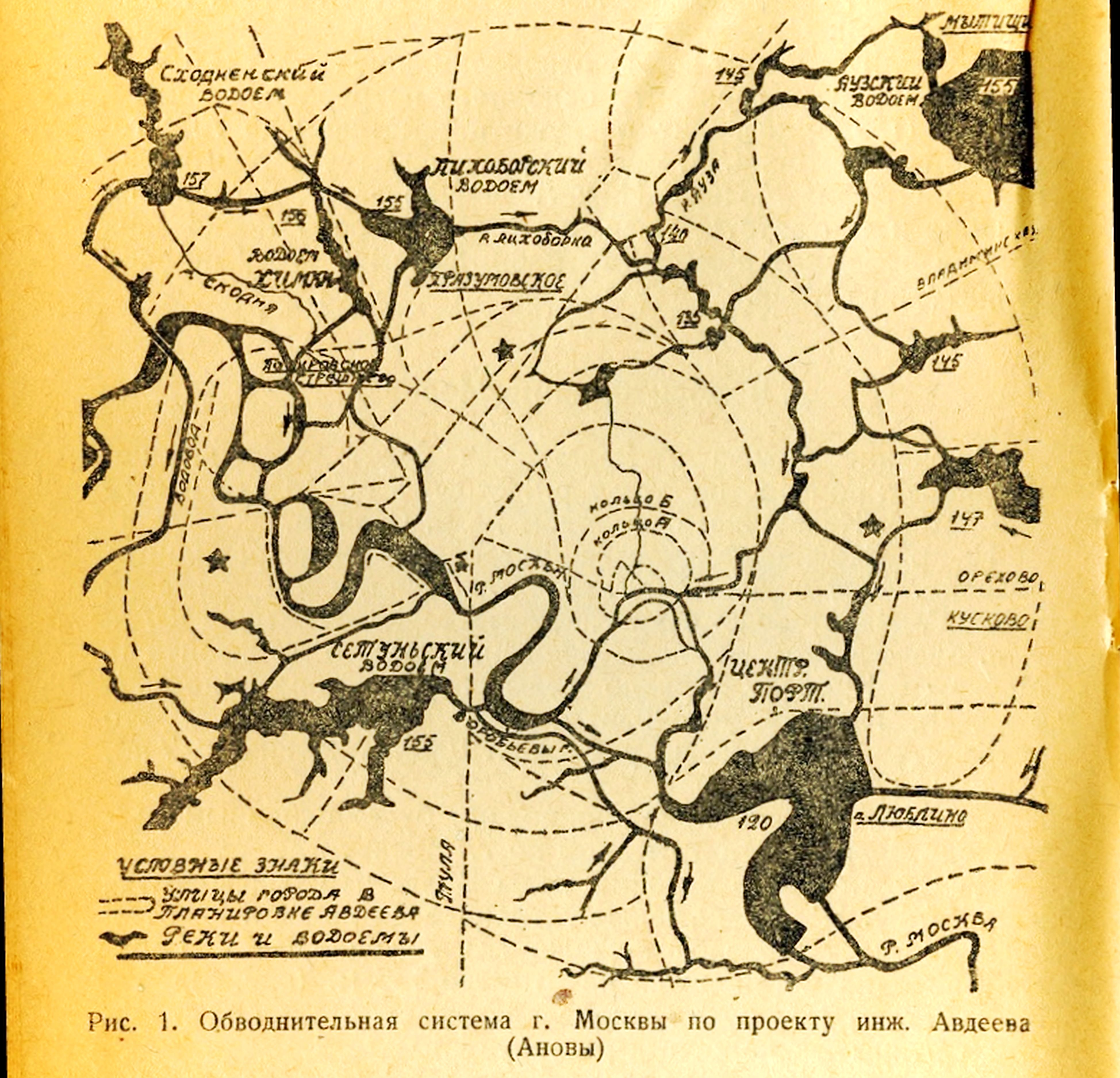
Обводнительная система города Москвы по проекту инженера Авдеева, 1932 год

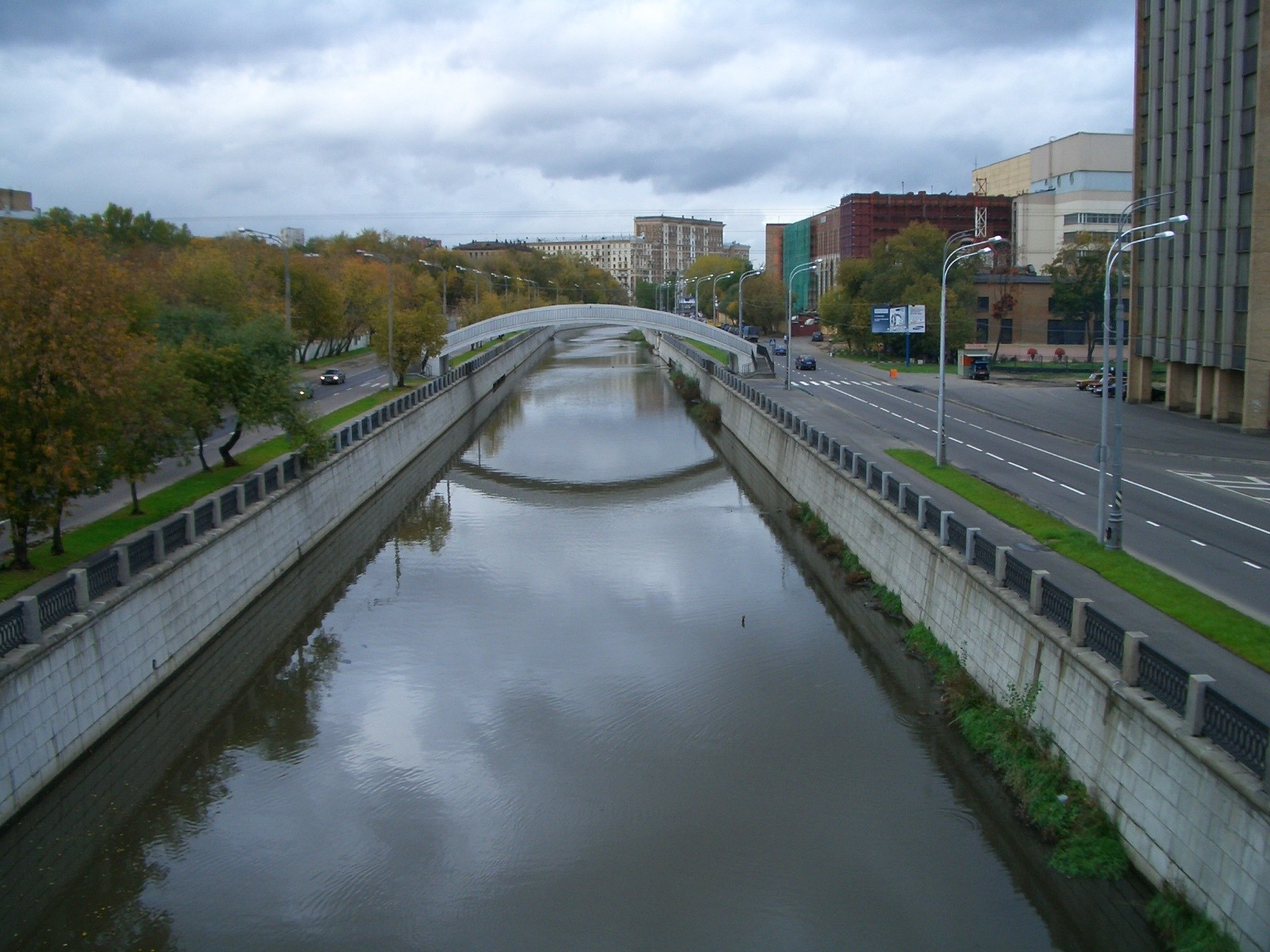
Яуза в 2006 году

К 1931 году Москва-река и её притоки достигли крайней степени загрязнения из-за сброса в них канализационных и промышленных вод. Оздоровить реку могли только коренное переустройство канализации города и обводнение (промывка) всех русел. Стремительный рост населения Москвы в 1920—1930-х годах вызвал серьёзный дефицит питьевой воды. В 1931-м на долю железнодорожного транспорта приходилось 96,7 % всего грузооборота и лишь 3,3 % — на долю водного. Железные дороги не справлялись с перевозкой большого количества строительных материалов, необходимых для развернувшихся в столице гигантских строек. В результате этого возникла потребность в увеличении объёмов грузоперевозок.
Все эти факторы привели к созданию плана обводнения Москвы — нового комплекса мер по решению проблем города с водоснабжением и судоходством. План был принят 15 июня 1931 года постановлением пленума ЦК ВКП(б) по докладу Лазаря Моисеевича Кагановича. План предлагал создать в столице два водных кольца из волжской воды. Внешнее кольцо должно было идти от Клязьминского водохранилища по Восточному каналу через Измайловский парк, Текстильщики и Южный порт у Кожухово по Москва-реке к Химкинскому водохранилищу. Внутригородское кольцо получалось бы в результате создания Северного канала, соединяющего Химкинское водохранилище с рекой Яузой.
Благодаря осуществлению проекта столица получила бесперебойное снабжение водопроводной водой, Москва-река стала глубоководной, по ней проложили судоходный путь на Волгу и северные речные пути. К 1938 году в два раза увеличились протяжённость московской канализационной сети и количество подключённых к ней домовладений. Мощность очистных сооружений выросла в 8,9 раза. К 1937-му состав речной воды в черте города значительно улучшился.
Канал Москва-Волга дал мощный импульс экономическому развитию столицы и Подмосковья и положил начало преобразованию всей водно-транспортной системы страны.
Основными источниками питания московских рек являются дождевые и талые воды — около 75 %. Большинство московских рек расположено в самой высокой части города — на Теплостанской возвышенности, её рельеф в меньшей степени «разглаживался» ледниками и талыми водами, что способствовало сохранению водных объектов. Массовую застройку этой территории проводили с 1960-х годов, по градостроительному плану множество рек оставили на поверхности в естественных руслах. Наиболее сохранившиеся участки гидросети расположены в Теплостанском лесопарке, Царицыне, Битцевском лесу и открытых участках в бассейнах Сетуни и Шмелёвки.
Меньше рек расположено в Мещёрской низменности, которая занимает восточную часть Москвы. Перепады высот в этой местности минимальные, эрозия слабая. Рельеф выровнен талыми водами. Атмосферные воды просачиваются сквозь пески и не задерживаются на поверхности. Многие водотоки и прилегающие к ним долины были засыпаны при застройке. Реки и ручьи, протекающие в Лосином Острове и Измайловском лесопарке, остались нетронутыми.

### Современная водная сеть
По состоянию на 1996 год в Москве были собраны данные о 820 водотоках: реках, ручьях в балках, лощинах и ложбинах, приречных родниках с короткими ручьями. Из этого числа 465 были заключены в коллектор или засыпаны, 365 — сохранились в открытом русле полностью или частично. Количество учтённых рек составляло примерно 115—140, из которых сохранились полностью или частично около 70.
По состоянию на 2000 год, сохранилось 134 крупных водотока, 39 из которых протекали в открытом русле, 60 — частично убраны в коллекторы, остальные полностью канализированы.
В Экологическом атласе Москвы приведена таблица классификации московских рек по степени техногенной трансформации, где:
- I класс — это реки, сохранившиеся в открытом русле более чем на 90 %;
- II класс — на поверхности находится около 50—90 % водотока, русло умеренно трансформировано;
- III класс — в открытом течении проходит на 10—49 %, речное русло сильно трансформировано;
- IV класс — поверхностный водоток утрачен, река канализирована более чем на 90 %[1]

| 1 класс                      | 2 класс                  | 3 класс                      | 4 класс                               |
| ---------------------------- | ------------------------ | ---------------------------- | ------------------------------------- |
| Алёшин ручей                 | Барышиха                 | Ольшанка                     | Норишка                               |
| Алёшинка                     | Бирюлёвский ручей        | Богатырский ручей            | Бескудниковский ручей                 |
| Банная канава                | Гнилуша                  | Ботанический ручей           | Нижний Богородский ручей              |
| Банька                       | Будайка                  | Бусинка                      | Бубна                                 |
| Битца                        | Деревлёвский ручей       | Жабенка                      | Обгонный коллектор Борисовского пруда |
| Братовка                     | Городня                  | Хохловка                     | Ручей ватной фабрики                  |
| Бурцевский ручей             | Городянка (Пушкин овраг) | Карачаровский ручей          | Владыкинский ручей                    |
| Воробьёвка                   | Дубининская речка        | Косинский ручей              | Леоновский ручей                      |
| Гвоздянка                    | Каменка                  | Коровянка                    | Гольяновский ручей                    |
| Головинский ручей            | Голосов овраг            | Крылатский ручей             | Даниловский ручей                     |
| Горетовка                    | Котловка                 | Нищенка                      | Дегунинский ручей                     |
| Грачёвка                     | Коршуниха                | Большой Носков ручей         | Ермаковский ручей                     |
| Девкин ручей                 | Кукринский ручей         | Олений ручей                 | Жужа                                  |
| Журавенка                    | Кусковский ручей         | Горячка (Останкинский ручей) | Кожевнический вражек                  |
| Ичка                         | Лихоборка                | Перовский ручей              | Золотой Рожок                         |
| Казённый ручей               | Лианозовский ручей       | Плинтовка                    | Изотинский ручей                      |
| Клязьма                      | Натошенка                | Чурилиха                     | Керосиновый ручей                     |
| Коровий Враг                 | Очаковка                 | Путяевский ручей             | Кипятка                               |
| Котляковский ручей           | Руднёвка                 | Раменка                      | Козеевский ручей                      |
| Кузнецовка (приток Шмелёвки) | Серебрянка               | Рогачёвка                    | Коломенка                             |
| Ликова                       | Троекуровский ручей      | Самородинка                  | Копытовка                             |
| Липитинский ручей            | Чернушка                 | Таракановка                  | карьер Кузьминский                    |
| Лось                         | Чермянка                 | Хапиловка                    | карьер Митино                         |
| ручей Лосёнок                | Чёрный ручей             | Чура                         | Медведковский ручей                   |
| Муравка                      | Чертановка               | река Ясенево                 | Напрудная                             |
| Никольская канава            | Шмелёвка                 | Банный ручей                 | Неглинная                             |
| Пехорка                      | ручей в Серебряном Бору  | Черепишка                    | ручей Ольховец                        |
| Сетунь                       | Ржавка                   |                              | Ольховка                              |
| Сетунька                     |                          |                              | Подон                                 |
| Сходня                       |                          |                              | Пресня                                |
| ручей Тёплый Стан            |                          |                              | Рачка                                 |
| Харигозинский ручей          |                          |                              | Рыбинка                               |
| Химка                        |                          |                              | Сара                                  |
| Цыганка                      |                          |                              | Синичка                               |
| Чечёра                       |                          |                              | Соболевский ручей                     |
| Чечёра-3                     |                          |                              | Студенец                              |
| Язвенка                      |                          |                              | карьер Строгино                       |
| Яуза                         |                          |                              | карьер Тушино Южное                   |
| Москва                       |                          |                              | Угрешский ручей                       |
|                              |                          |                              | Филька                                |
|                              |                          |                              | ручей Фрезер                          |
|                              |                          |                              | Ходынка                               |
|                              |                          |                              | Черторый                              |
|                              |                          |                              | Черногрязка                           |

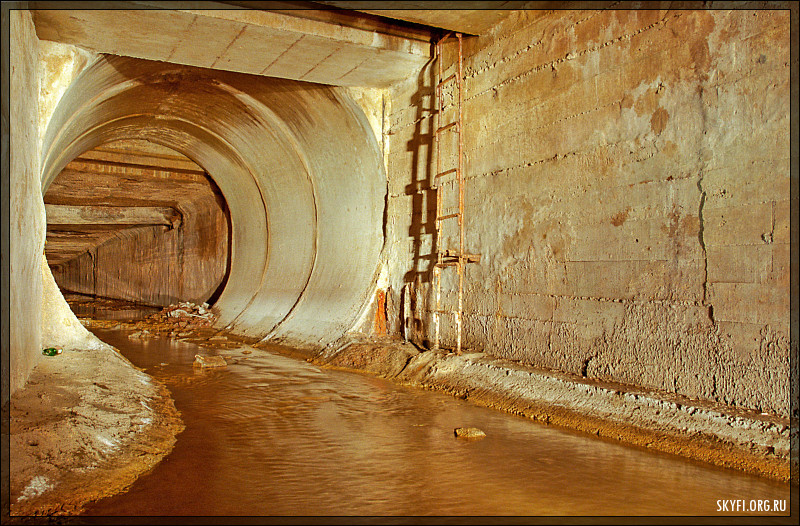
Коллектор Неглинки, 2008 год

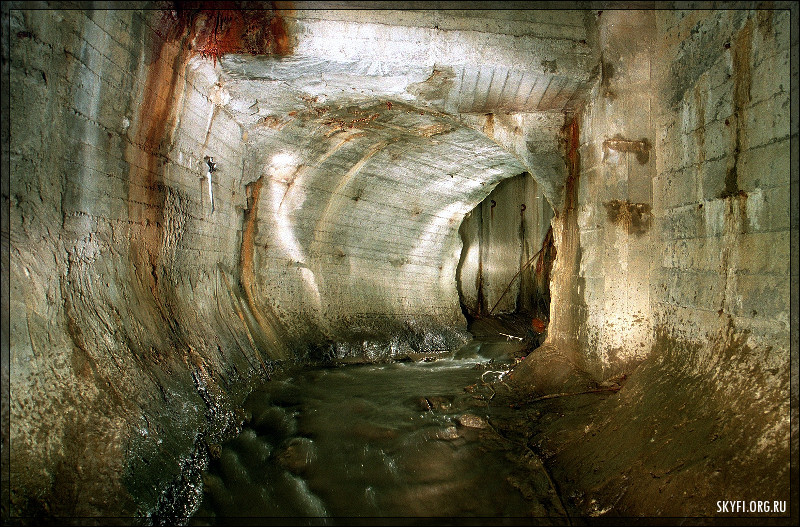
Коллектор Котловки, 2008 год

В XVIII веке на территории города засыпали первые ручьи. Поверхностные реки мешали возведению крупных жилых массивов, устройству железных и автомобильных дорог, уличных проездов. Во время наводнения водотоки разливались и наносили ущерб постройкам. Малые реки и ручьи отмирали из-за обмеления, заиления и засорения. Плохое санитарное состояние некоторых рек представляло серьёзную опасность для местных жителей. В их руслах образовались свалки, из-за которых возникали и распространялись эпидемии. Такая ситуация наблюдалась практически на всех малых реках и прудах столицы. По этой причине во второй половине XIX века началось массовое канализирование поверхностных водотоков. К 1960 году в Москве засыпали 700 прудов.
Список некоторых утраченных в XIX—XXI веках рек приведён в книге «Москва. Наука и культура в зеркале веков. Все тайны столицы».
| Название реки              | Год утраты                 |
| -------------------------- | -------------------------- |
| Рачка                      | XVIII—XIX века             |
| Вавилон (ручей)            | 1792—1811                  |
| Кабаниха                   | XIX век                    |
| Песочный ручей             | XIX век                    |
| Бубна                      | 1883                       |
| Черторый с притоком Сивкой | XIX век                    |
| ручей Ольховец             | XIX век                    |
| Пресня                     | 1908—1915, 1930—1940, 1947 |
| Чечёра                     | 1910                       |
| Напрудная                  | 1910                       |
| Сара                       | 1912                       |
| Таракановка                | 1930—1940 и 1953—1956      |
| Студенец                   | 1930—1940                  |
| Хапиловка                  | 1931                       |
| Синичка                    | 1950                       |
| Ходынка                    | 1952—1955                  |
| Коровянка                  | 1955—1961                  |
| Чура                       | 1955—1961 и 1990—2000      |
| Котловка                   | 1955—1961                  |
| Копытовка                  | 1956                       |

Подземные реки протекают в металлических трубах, кирпичных, бетонных и железобетонных коллекторах. Их питание осуществляется за счёт системы водосточных колодцев, сточных и грунтовых вод. Последние просачиваются и скапливаются в насыпных грунтах вокруг труб, образуя повышенную влажность. Несмотря на ограниченное поступление воды, некоторые подземные реки очень полноводны.

## Экологическое состояние
Поверхностные воды столицы относятся к грязным и очень грязным. Во многих реках превышены предельно допустимые концентрации по содержанию соединений азота, органических и взвешенных веществ, нефтепродуктов, фенолов и тяжёлых металлов. Загрязнение водных объектов происходит за счёт сброса промышленных, бытовых и ливневых сточных вод, строительства на водоохранных территориях. Хозяйственная деятельность в Московской, Калужской, Смоленской и Тверской областях также оказывает влияние на ухудшение качества воды столичных рек. В результате этого многие водотоки попадают на территорию Москвы уже загрязнёнными.
Яуза, Пресня, Котловка и Филька относятся к одним из самых грязных рек Москвы, в них многократно превышены предельно допустимые концентрации по нефтепродуктам, фенолам, хлоридам и солям тяжёлых металлов. Особо опасными считаются участки Москвы-реки в Южном, Юго-Западном, Юго-Восточном и Центральном округах столицы.
| Нормативно-чистые     |
| --------------------- |
| Самородинка, ЗАО      |
| Чертановка, ЮЗАО, ЮАО |
| Исток Очаковки, ЮЗАО  |
| Исток Битцы, ЮЗАО     |
| Серебрянка, ВАО       |
| Олений ручей, ВАО     |
| Ичка, САО             |
| Сходня, САО           |

| Грязные               |
| --------------------- |
| Крылатский ручей, ЗАО |
| Котловка, ЮЗАО, ЮАО   |
| Чура, ЮАО             |
| Нищенка, ЮАО          |
| Неглинная, ЦАО        |
| Хапиловка, ВАО        |

Для реабилитации московских рек проводят расширение и усовершенствование системы канализаций, внедряют оборотные системы в промышленном водоснабжении, регулярно чистят русла и акватории, благоустраивают и озеленяют водоохранные зоны и прибрежные полосы. В столице существует единая система наблюдения за качеством воды Москвы-реки и её притоков. Каждый месяц в течение года воду из столичных рек отслеживают по следующим показателям: рН, прозрачность, БПК5, растворенный кислород, взвешенные вещества, хлориды, никель, свинец, кобальт, алюминий, кадмий, нефтепродукты, фенолы, ПАВ, токсичность и другие.
Несмотря на многие факторы, ухудшающие экологического состояния рек, в Москве есть чистые водные объекты. Обычно это короткие, иногда мощные ручьи, истоки которых расположены в родниках. Многие из них берут начало на правом берегу Москвы-реки, на обрыве Теплостанской возвышенности. На этой территории сохранился Крылатский и Коломенский ручей в Голосовом овраге. Исток первого расположен в одном из самых чистых родников столицы, который называется Руденская Божья Мать. Второй берёт начало от родника «Кадочка». В Филёвском лесопарке Москва принимает 21 приток с чистым ключевым питанием. В летнее время года они ежеминутно дают около 400—500 литров воды. Лесные массивы, расположенные в бассейнах рек, способствуют повышению показателей качества воды. Ручей Лось, который протекает в Лосином Острове, является самым крупным чистым естественным водотоком Москвы. Его водосборный бассейн полностью залесен. Несмотря на то что в летнее время водоток почти пересыхает, по годовому расходу воды он превосходит остальные ручьи, протекающие через лесные массивы города. Относительно чистыми считаются воды Соровского оврага, Кузнецовки и Братовки.
На экологическую ценность рек и ручьёв также оказывает влияние сохранность прибрежной флоры. По этому показателю наиболее ценными являются нетронутые верховья реки Братовки в Алёшкинском лесу, Кукринский ручей, Харигозинский ручей в Измайловском парке, Троекуровский ручей, Комаровская речка, безымянные балки и ручьи Битцевского леса и долина Сходни в Братцево. Сильно повреждена природа на берегах Чурилихи, Ички, Путяевского и Оленьего ручьёв, Серебрянки с притоками в Измайловском и Кузьминском лесопарках, Городни и Чертановки с притоками в Битцевском лесу, Очаковки в Теплостанском лесу, Сетуни в Матвеевском лесу, Химки в Покровском-Стрешневе, Лихоборки, Каменки, Самотёки и Москвы-реки возле природных территорий.
| ЗАО                   | ЮЗАО              | ВАО       | СЗАО              | ЮАО       | ЦАО      | СВАО     | ЮВАО     | САО         | На всём протяжении |
| --------------------- | ----------------- | --------- | ----------------- | --------- | -------- | -------- | -------- | ----------- | ------------------ |
| Сетунь                | Битца             | Яуза      | Сходня            | Городня   | Яуза     | Яуза     | Чурилиха | Таракановка | Москва-река        |
| Натошенка             | Коршуниха         | Ичка      | Химка             | Городянка | Пресня   | Чермянка |          |             | Очаковка           |
| Алёшинка              | Городня           | Пономарка | Соболевский ручей | Яуза      | Студенец |          |          |             |                    |
| Левый приток Очаковки | Дубининская речка | Чечёра    |                   |           |          |          |          |             |                    |
| Раменка               | Язвенка           |           |                   |           |          |          |          |             |                    |

Вода из столичных водотоков используется для технического водоснабжения предприятий, например для охлаждения оборудования ТЭЦ. На Сходнинском деривационном канале, на Карамышевском и Перервинском гидроузлах установлены гидроэлектростанции. Судоходство в основном осуществляется по Москве-реке, Яузе и Химкинскому водохранилищу.

## Фауна

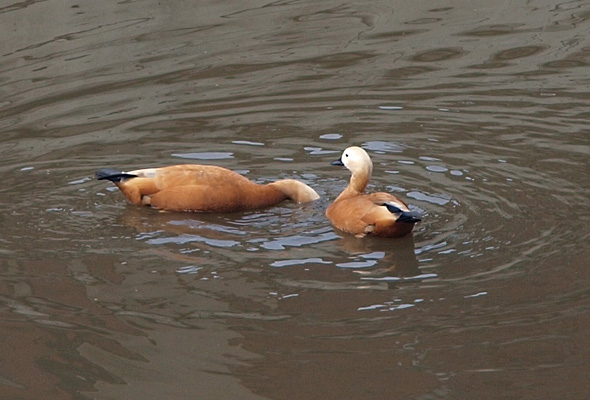
Огари на Яузе, 2009 год

На столичных реках встречаются такие водоплавающие и околоводные птицы, как кряква, озёрная чайка, чирок-свистунок, гоголь, луток, пеганка, шилохвость, чернети хохлатая и морская, нырки красноголовый и красноносый, огарь, свиязь, камышница, лысуха, серая цапля, лебеди кликун и шипун, гуси серый, белолобый и горный, казарки белощёкая и канадская, кулик-перевозчик, чирок-трескунок, чомга, чернозобая гагара, поганки серощёкая, черношейная и малая, пеликан кудрявый, большой баклан, выпь большая, волчок, гуменник, белоглазый нырок, морянка, широконоска, турпан обыкновенный, крохали большой и длинноносый, а также варакушка, камышевка-барсучок и тростниковая овсянка.
Всего в московских реках выделено около 40 видов рыб. Наиболее распространёнными являются плотва, пескарь, лещ, уклея, окунь, судак, серебряный карась, щука, язь, карп. К числу рыб, которые практически не встречаются в столичных реках, относятся подуст, ёрш, линь, жерех, краснопёрка, сом, ротан, голавль и налим.